# پت جونز (بازیکن فوتبال)
پت جونز (انگلیسی: Pat Jones; ۷ سپتامبر ۱۹۲۰ – دسامبر ۱۹۹۰) بازیکن فوتبال اهل بریتانیا بود.
از باشگاه‌هایی که در آن بازی کرده‌است می‌توان به باشگاه فوتبال پلیموث آرگیل اشاره کرد.